# Антонио Беркс
Антонио Беркс (енгл. Antonio Cornell Burks; Мемфис, Тенеси, 25. фебруар 1980) је бивши амерички кошаркаш. Играо је на позицији плејмејкера.

## Биографија
Беркс је од 2001. до 2004. године похађао Универзитет Мемфис на коме је играо за екипу Мемфис тајгерса. У сезони 2003/04. изабран је за играча године у оквирима C-USA конференције.
У другој рунди НБА драфта 2004. одабрао га је Орландо меџик као укупно 36. пика, али је убрзо трејдован Мемфис гризлисима. У Гризлисима је провео две НБА сезоне и одиграо 81 утакмицу. Просечно је на паркету проводио 9,7 минута и бележио 2,3 поена и 1,3 асистенције по мечу. За Мајами хит потписао је 2. октобра 2006, али је отуд отпуштен непуних месец дана касније, пре почетка НБА сезоне.
Истог дана када је раскинуо сарадњу са Мајамијем, 26. октобра 2006, Беркс је потписао за Црвену звезду. Као играч црвено-белих у Јадранској лиги је одиграо 18 мечева и постигао 167 поена, док је у УЛЕБ купу на 12 наступа дошао до бројке од 102 поена. Међутим, уместо одласка са клубом на припреме у Будву, у априлу 2007. је побегао у САД и никада се више није вратио. Берксов боравак у Србији обележио је и инцидент из јануара 2007, када је претукао своју дугогодишњу девојку Кристл испред једног београдског клуба.
У августу 2007. договорио је сарадњу са Лукојл академиком. За клуб из Софије Беркс је наступио у свега неколико утакмица, будући да га је ФИБА казнила једногодишњом забраном играња и то по тужби Црвене звезде због кршења одредби уговора.
Почетком јануара 2009. ангажовао га је пољски Чарни Слупск, у коме је остао до краја те сезоне.
Дана 20. јула 2009. Беркса је у родном Мемфису у стомак устрелио пљачкаш. Био је тешко рањен, али је након неколико операција успео да се опорави. Овај догађај је означио и крај његове професионалне играчке каријере.